# Norbert Rosza
Norbert Rosza (Hungría, 6 de febrero de 1972) es un nadador húngaro retirado especializado en pruebas de estilo braza, donde consiguió ser campeón olímpico en 1996 en los 200 metros.

## Carrera deportiva
En los Juegos Olímpicos de Barcelona 1992 ganó dos medallas de plata: en 100 y 200 metros braza, con un tiempo de 1:01.68 y 2:11.23 segundos, respectivamente.
Cuatro años después, en las Olimpiadas de Atlanta 1996 ganó el oro en los 200 metros braza.